# Reichsgericht

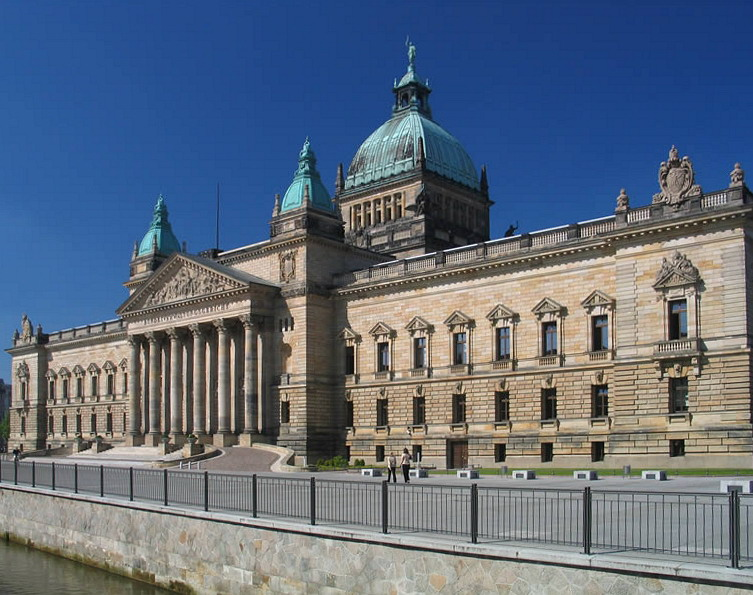
Reichsgerichts tidigare byggnad i Leipzig.

Reichsgericht var Tyska rikets högsta federala domstol i civilmål och straffrättsliga mål från 1879 till 1945, under Tyska kejsardömet, Weimarrepubliken och Nazityskland. Domstolen hade sitt säte i Leipzig, först i Georgenhalle och från 1895 i den för ändamålet uppförda Reichsgerichtsgebäude som idag är lokaler för Tysklands högsta förvaltningsdomstol.
Domstolen började sin verksamhet l oktober 1879. Den bestod av en ordförande och riksrättsråd (Reichsgerichtsgeräte) och indelades i särskilda avdelningar, civilsenaten och straffsenaten, med var sin ordförande och sex ytterligare ledamöter. Domstolens domar och utslag publicerades på initiativ av ledamöterna från 1880 i Entscheidungen des Reichs-gerichts, "in civilsachen" och "in straf-sachen". Åren 1888-95 uppfördes åt domstolen en egen byggnad i Leipzig.

## Ordförande i Reichsgericht

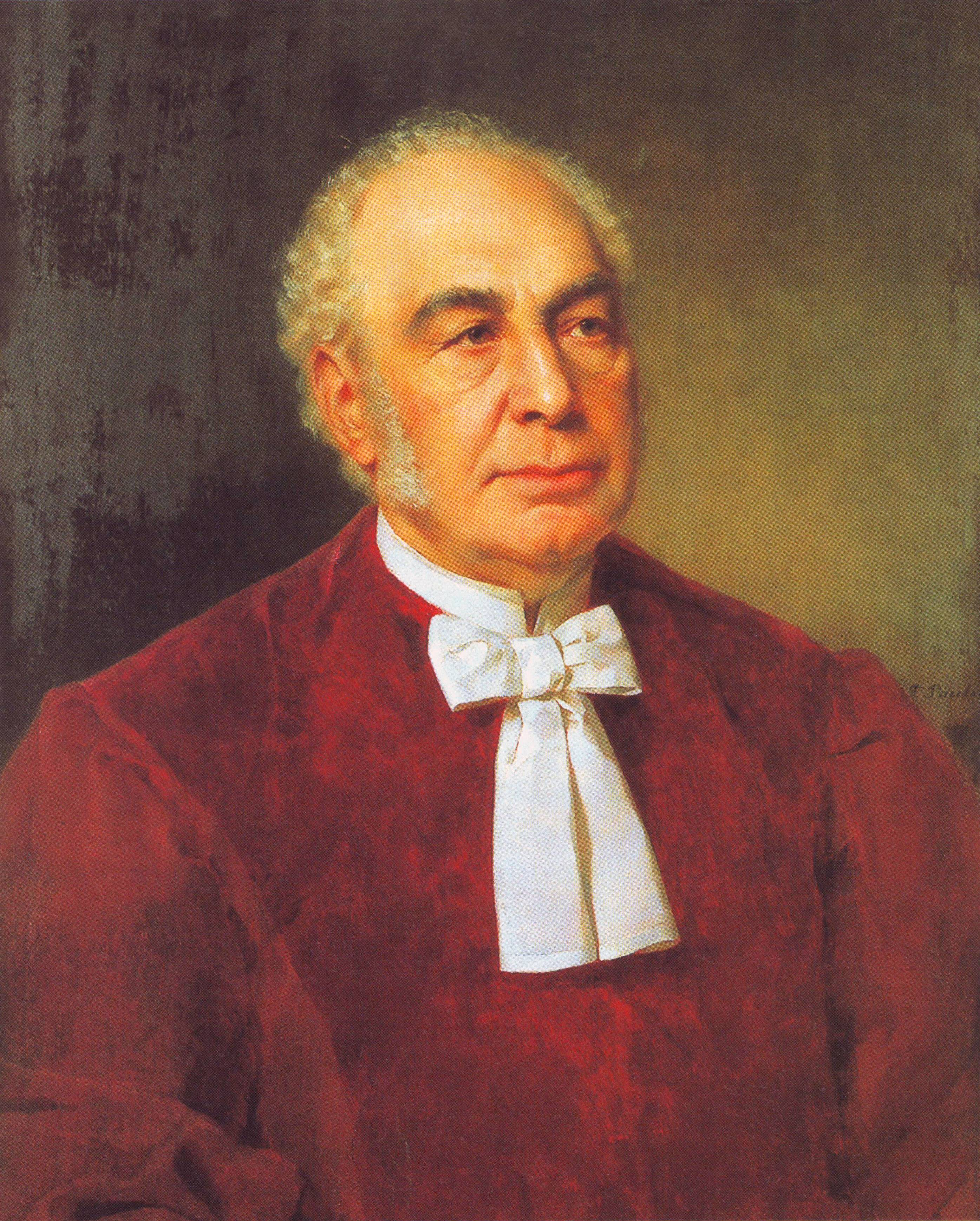
Eduard v. Simson
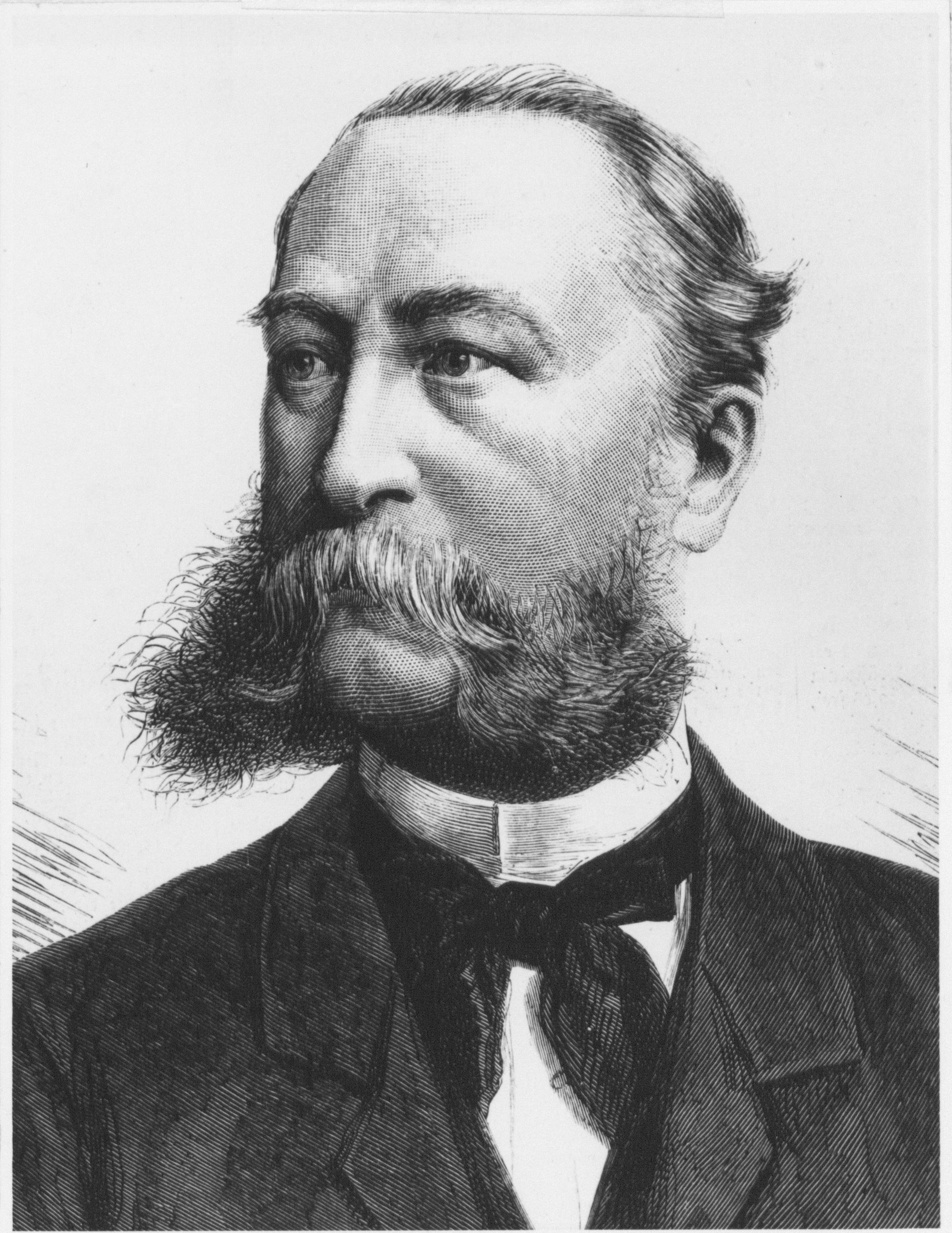
Otto v. Oehlschläger
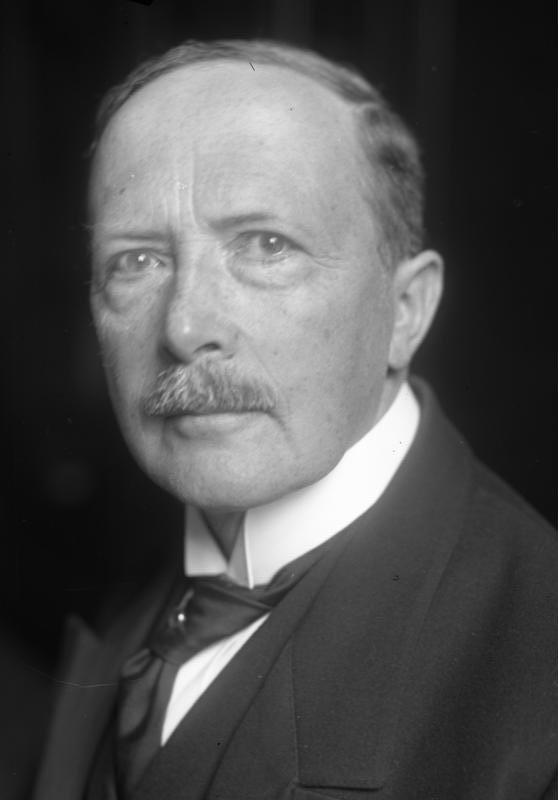
Walter Simons

| Nr | Namn                               | Tillträdde      | Avgick          |
| -- | ---------------------------------- | --------------- | --------------- |
| 1  | Eduard von Simson (1810–1899)      | 1 oktober 1879  | 1 februari 1891 |
| 2  | Otto von Oehlschläger (1831–1904)  | 1 februari 1891 | 1 november 1903 |
| 3  | Karl Gutbrod (1844–1905)           | 1 november 1903 | 17 april 1905   |
| 4  | Rudolf von Seckendorff (1844–1932) | 18 juni 1905    | 1 januari 1920  |
| 5  | Heinrich Delbrück (1855–1922)      | 1 januari 1920  | 3 juli 1922     |
| 6  | Walter Simons (1861–1937)          | 16 oktober 1922 | 1 april 1929    |
| 7  | Erwin Bumke (1874–1945)            | 1 april 1929    | 20 april 1945   |